# Ailertchen
Ailertchen (formerly Elbörtchen) là một đô thị thuộc một ‘‘Verbandsgemeinde’’ - ở huyện Westerwald trong bang Rheinland-Pfalz, Đức. Đô thị Ailertchen có diện tích 5,58 km². Từ năm 1972, đô thị này thuộc Verbandsgemeinde Westerburg, một dạng đô thị tập thể chỉ có ở bang Rheinland-Pfalz.
Ailertchen có cự ly 6 km về phía tây bắc của Westerburg. Năm 930, Ailertchen được đề cập lần đầu trong tài liệu.